# Cesare Abbelli
Cesare Abbelli (Bologna, 1604 – Bologna, 1683) è stato un poeta italiano appartenente alla corrente denominata marinismo.

## Biografia
Poeta lirico appartenente alla corrente denominata marinismo, scrisse componimenti amorosi, anche di argomento morale, in cui faceva largo uso di figure retoriche.

## Opere
- Il seno d'Abramo (1615), poema sulla natività di Cristo.
- Rime (1621)
- La Gerusalemme liberata (1626, ispirata all'omonima opera di Torquato Tasso).